# Gulfläckig brunbagge
Gulfläckig brunbagge (Dircaea quadriguttata) är en skalbaggsart som först beskrevs av Gustaf von Paykull 1798.  Gulfläckig brunbagge ingår i släktet Dircaea, och familjen brunbaggar. Enligt den finländska rödlistan är arten sårbar i Finland. Enligt den svenska rödlistan är arten nationellt utdöd i Sverige. . Arten har tidigare förekommit i Götaland men är numera lokalt utdöd. Artens livsmiljö är naturmoskogar.